# George van Rossem
George van Rossem (L'Aia, 30 maggio 1882 – Wassenaar, 14 gennaio 1955) è stato uno schermidore olandese, vincitore di due medaglie di bronzo nella scherma ai giochi olimpici di Stoccolma del 1912. Ha anche vinto una medaglia d'argento ed una di bronzo nella scherma ai giochi intermedi di Atene del 1906 (non riconosciuti dal CIO).